# Rémy Rieffel
Pour les articles homonymes, voir Rieffel.
 (septembre 2021).
Rémy Rieffel, né en 1954, est un sociologue des médias, reconnu pour ses travaux sur la profession de journaliste.

## Biographie
Rémy Rieffel, ancien élève de l'École normale supérieure de Saint-Cloud, agrégé de Lettres Modernes, est docteur en Lettres et sciences humaines (1982). 
Dès 1985, il enseigne à l'université Paris II Panthéon-Assas et à l'Institut français de presse (IFP). Il y donne des cours sur « L'introduction à l’étude des médias » (pour les étudiants en licence de droit, de science politique, ou d'information-communication), « Les publics et les pouvoirs des médias » (pour les étudiants en master sur les médias) et « La sociologie du journalisme » (pour les étudiants en master de journalisme). 
Rémy Rieffel dirige l'Institut français de presse de 1994 à 1999, ainsi que le laboratoire de recherche CARISM de 2014 à 2018.
Rémy Rieffel est connu pour ses travaux sur l'élite journalistique en France. En 2005, il rédige les ouvrages Que sont les médias ? et Sociologie des médias, devenus des incontournables pour les étudiants en information et communication.

## Publications

### Ouvrages
Il est l'auteur de plusieurs ouvrages dont :
- Révolution numérique, révolution culturelle, Paris, Gallimard, coll. « Folio Actuel », 2014, 356 p. (ISBN 9782070451722)
- L'élite des journalistes : les hérauts de l'information, Paris, Presses universitaires de France, 1984, 220 p.
- La tribu des clercs : Les intellectuels sous la Ve République, Paris, Calmann-Lévy, coll. « Liberté de l'esprit », 1994, 692 p.
- Les intellectuels sous la Ve République (1958-1990), vol. 1, 2 et 3, Paris, Hachette, coll. « Pluriel », 1995
- Les journalistes français à l'aube de l'an 2000. Profils et parcours (avec Valérie Devillard, Marie-Françoise Lafosse, Christine Leteinturier), éditions Panthéon-Assas, 2001, 169 p.
- Les mutations du journalisme en France et au Québec (codirection avec Thierry Watine), éditions Panthéon-Assas, 2002, 318 p.
- Les médias et leur public en France et en Allemagne (codirection avec Pierre Albert, Ursula Koch, Philippe Viallon, Detlef Schröter) Paris, éditions Panthéon-Assas, 2003 (édition bilingue), 430 p.
- Que sont les médias ? Pratiques, Identités, Influences, Paris, Gallimard, 2005, collection « Folio actuel », 529 p.
- Pontigny, Royaumont, Cerisy : au miroir du genre, avec Anne-Marie Duranton-Crabol, Nicole Racine & alii., Le Manuscrit, Collection : Recherche Université, 2006, 254 p.
- Mythologie de la presse gratuite, Le Cavalier Bleu, Paris, Collection MythO!, 2010, 96 p.
- Révolution numérique, révolution culturelle ?, Paris, Gallimard, collection « Folio actuel », 2014, 348 p.
- Sociologie des médias, Paris, Ellipses, 4e édition revue et augmentée, 2015 (1re éd. 2001), 230 p.
- Le web dans les rédactions de presse écrite. Processus, appropriations, résistances (codirection avec Jean-Baptiste Legavre), Paris, éditions Pepper-L’Harmattan, 2017.
- L'emprise médiatique sur le débat d'idées. Trente années de vie intellectuelle 1989-2019, Paris, PUF, 2022, 414 p.

### Revues scientifiques
- Présentation de la thématique, avec Jean-Marie Charon, Réseaux, N° 105/2001 : La presse magazine, 2001, p. 9-16.
- Présentation de la thématique, Réseaux, N° 120/2003 : Une communication sexuée ?, 2003, p. 9-19.

### Préfaces
- Alexandrine Civard-Ratinais, Le journaliste, l'avocat et le juge : Les coulisses d'une relation ambiguë, Paris, Éditions L'Harmattan, Collection : Communication et Civilisation, 2003, 338 p.
- Sophie Falguères, Presse quotidienne nationale et interactivité : trois journaux face à leurs publics : Analyse des forums de discussion du Monde, de Libération et du Figaro, Pu Blaise Pascal, Collection : Collection des thèses, 2008, 335 p.
- Camille Laville, Laurence Leveneur & alii., Construire son parcours de thèse : Manuel réflexif et pratique, Paris, L'Harmattan, Collection : Communication et Civilisation, 230 p.
- Manuel Antunes Da Cunha, Les Portugais de France face à leur télévision : Médias, migrations et enjeux identitaires, PU Rennes, Collection : Essais, 2009, 353 p.
- Stéphanie Lukasik, L'influence des leaders d'opinion. Un modèle pour l'étude des usages et de la réception des réseaux socionumériques. Préface de Rémy Rieffel. Paris, Éditions L'Harmattan, Collection : Communication et civilisation, 2021, 344 p.